# Ао ноно бијела
Ао ноно бијела је песма коју пева Здравко Чолић, српски певач. Песма је објављена 2003. године на албуму Чаролија и трећа је песма са овог албума.

## Текст и мелодија
Текст песме Ао ноно бијела је преузет из песме Клетва српског романтичарског песника Бранка Радичевића из 1845. Ово је била друга Чолићева песма у каријери која је била заснована на стиховима Радичевића. Претходна је била Пјевам дању пјевам ноћу са албума Ако приђеш ближе из 1977. Обе Радичевићеве песме су написане на екавици, али их је Чолић певао у ијекавском изговору.
Музику и аранжман за песму радио је Корнелије Ковач.

## Спот
Музички видео је на Чолићев званични Јутјуб канал отпремљен 30. октобра 2013. године.